# Edward Beshore
Edward Beshore (1954) è un astronomo statunitense.
Edward Beshore, o più familiarmente Ed Beshore, è un astronomo statunitense che si occupa principalmente dello studio dei corpi minori del sistema solare, di software e di telescopi robotici. Beshore ha un osservatorio astronomico personale nel Colorado. A livello amatoriale oltre che di Astronomia si interessa di fotografia e geologia.

## Carriera
Prima del 2002 ha lavorato per la Hewlett-Packard, poi come ingegnere per l'Osservatorio MMT, la Boeing Company e per la missione Pioneer 11.
Dal 2009 è il responsabile del Catalina Sky Survey, del Siding Spring Survey e del Mount Lemmon Survey.
Attualmente è anche il responsabile scientifico della missione spaziale OSIRIS-REx  destinata a raggiungere un asteroide, 101955 Bennu e riportarne sulla Terra un campione, la sonda è stata lanciata il 9 settembre 2016.

## Scoperte
Beshore ha scoperto tre comete, la 297P/Beshore , la C/2005 X1 Beshore  e la C/2009 K3 Beshore .

## Riconoscimenti
Gli è stato dedicato un asteroide, 196807 Beshore.